# Josef Reiter
Josef Reiter (* 8. ledna 1959 Niederwaldkirchen) je bývalý rakouský zápasník–judista, bronzový olympijský medailista z roku 1984.

## Sportovní kariéra
Připravoval se v rodném Niederwaldkirchenu pod vedením Karla Loizenbauera. V rakouské reprezentaci se pohyboval od konce sedmdesátých let dvacátého století. V roce 1980 startoval na olympijských hrách v Moskvě, kde nepřešel přes úvodní kolo. V roce 1984 startoval na olympijských hrách v Los Angeles. Ve druhém kole prohrál s Jihokorejcem Hwang Čin-suem, ale přes opravy se probojoval do boje o třetí místo, ve kterém porazil Itala Sandra Rosatiho a vybojoval bronzovou olympijskou medaili. Po olympijských hrách přerušil na pár let působení v reprezentaci. Věnoval se práci farmáře v oblasti Mühlviertelu. Vrátil se v roce 1988 a vybojoval start na olympijských hrách v Soulu, kde nepřešel přes Japonce Jósuke Jamamota. Vzápětí ukončil sportovní kariéru.

## Výsledky
| Turnaj             | 1979       | 1980       | 1981           | 1982           | 1983           | 1984           | 1985           | 1986           | 1987           | 1988           |
| Turnaj             | 20         | 21         | 22             | 23             | 24             | 25             | 26             | 27             | 28             | 29             |
| Turnaj             | superlehká | superlehká | pololehká váha | pololehká váha | pololehká váha | pololehká váha | pololehká váha | pololehká váha | pololehká váha | pololehká váha |
| ------------------ | ---------- | ---------- | -------------- | -------------- | -------------- | -------------- | -------------- | -------------- | -------------- | -------------- |
| Olympijské hry     |            | úč.        |                |                |                | 3.             |                |                |                | úč.            |
| Mistrovství světa  | úč.        |            | úč.            |                | 5.             |                | —              |                | —              |                |
| Mistrovství Evropy | 3.         | 2.         | 3.             | 3.             | —              | —              | —              | —              | —              | ?              |